# Saison 3 de Papa a un plan
Chronologie
Saison 2 Saison 4
Cet article présente le guide des épisodes de la troisième saison de la série télévisée américaine Papa a un plan.

## Épisodes

### Épisode 1: Le quatrième homme
- États-Unis : 4 février 2019 sur CBS
- Belgique : 5 décembre 2020 sur RTL-TVI
- France : 22 juillet 2021 sur M6

- États-Unis : 6,17 millions de téléspectateurs[1] (première diffusion)

### Épisode 2: Le carrelage péruvien
- États-Unis : 11 février 2019 sur CBS
- Belgique : 5 décembre 2020 sur RTL-TVI
- France : 23 juillet 2021 sur M6

- États-Unis : 5,63 millions de téléspectateurs[2] (première diffusion)

### Épisode 3: Tel père, tel fils
- États-Unis : 18 février 2019 sur CBS
- France : 23 juillet 2021 sur M6

- États-Unis : 5,26 millions de téléspectateurs[3] (première diffusion)

### Épisode 4: Au pied du mur
- États-Unis : 25 février 2019 sur CBS
- France : 26 juillet 2021 sur M6

- États-Unis : 5,94 millions de téléspectateurs[4] (première diffusion)

### Épisode 5: Des parents modernes
- États-Unis : 4 mars 2019 sur CBS
- France : 26 juillet 2021 sur M6

- États-Unis : 4,93 millions de téléspectateurs[5] (première diffusion)

### Épisode 6: Dîner d'affaire
- États-Unis : 11 mars 2019 sur CBS
- France : 27 juillet 2021 sur M6

- États-Unis : 5,30 millions de téléspectateurs[6] (première diffusion)

### Épisode 7: Ça gratte à l'hôtel
- États-Unis : 18 mars 2019 sur CBS
- France : 27 juillet 2021 sur M6

- États-Unis : 5,09 millions de téléspectateurs[7] (première diffusion)

### Épisode 8: Tous vegans
- États-Unis : 25 mars 2019 sur CBS
- France : 28 juillet 2021 sur M6

- États-Unis : 5,40 millions de téléspectateurs[8] (première diffusion)

### Épisode 9: Adam a passé l'âge
- États-Unis : 1er avril 2019 sur CBS
- France : 28 juillet 2021 sur M6

- États-Unis : 5,32 millions de téléspectateurs[9] (première diffusion)

### Épisode 10: Ma mère, ce héros
- États-Unis : 15 avril 2019 sur CBS
- France : 29 juillet 2021 sur M6

- États-Unis : 5,06 millions de téléspectateurs[10] (première diffusion)

### Épisode 11: Séjour entre hommes
- États-Unis : 22 avril 2019 sur CBS
- France : 29 juillet 2021 sur M6

- États-Unis : 5,03 millions de téléspectateurs[11] (première diffusion)

### Épisode 12: De la hauteur
- États-Unis : 29 avril 2019 sur CBS
- France : 30 juillet 2021 sur M6

- États-Unis : 5,32 millions de téléspectateurs[12] (première diffusion)

- Jessica St. Clair: Kelly

### Épisode 13: Une nouvelle Kelly
- États-Unis : 6 mai 2019 sur CBS
- France : 30 juillet 2021 sur M6

- États-Unis : 4,87 millions de téléspectateurs[13] (première diffusion)

- Jessica St. Clair: Kelly